# Bilet de întoarcere
Bilet de întoarcere (în poloneză Bilet powrotny) este un film psihologic polonez din 1979 realizat de soții Ewa Petelska⁠(d) și Czesław Petelski⁠(d) după povestirea „I będzie miał dom...” („Și va avea o casă...”, 1976) a lui Jerzy Stefan Stawiński⁠(d). Acțiunea filmului urmărește drama unei femei poloneze din mediul rural care, din dragoste pentru fiul ei, emigrează în Canada ca să strângă bani pentru a construi o casă.

## Rezumat
Antonina, o tânără poloneză din mediul rural, decide să plece în Canada și să câștige bani pentru a-și construi o casă la oraș, pentru că vrea să îndeplinească visele singurului ei copil. Viața peste ocean o uimește și o sperie. Totul i se pare diferit, străin și enorm. Unchiul Józef, care locuiește de ani de zile în Canada, o primește generos și cu mult fast. Acest bărbat de șaptezeci de ani constată că nepoata lui tânără și plinuță este o femeie atrăgătoare și chiar vrea să se căsătorească cu ea, dar Antonina refuză ferm.
Găsirea banilor pentru casa visurilor nu este atât de ușoară. Unchiul respins se dovedește a fi un avar. O speranță pentru femeie apare atunci când Pierre, un fermier canadian din vecinătate, o cere în căsătorie. De data aceasta femeia cedează, văzând relația cu Pierre ca pe o șansă de a se îmbogăți rapid. Cu toate acestea, în loc de bogăție găsește un nou loc de muncă. Ferma lui Pierre este degradată și necesită multă muncă pentru întreținerea ei. Curând, sub îndrumarea pricepută a Antoninei, ferma neglijată de ani de zile devine din nou profitabilă, dar viața conjugală a celor doi soți merge din ce în ce mai rău. Pierre bea whisky toată ziua și se comportă ca un tiran, obligându-și soția să muncească din greu. Antonina îi trimite bani în secret fiului ei pentru a-și construi o casă, iar din scrisori și fotografii este ținută la curent cu înaintarea lucrărilor de construcție. O ceartă violentă izbucnește atunci când Pierre află că soția lui trimite bani în străinătate. Bărbatul își pierde mințile, dărămă casa, încearcă să-și omoare soția și apoi se sinucide. Antonina se întoarce pe jumătate paralizată în Polonia. Își găsește fiul într-un cartier nou și frumos de case unifamiliale, dar se dovedește, din păcate, că a risipit banii trimiși de mama lui.

## Distribuție
- Anna Seniuk⁠(d) — Antonina, o tânără poloneză emigrată în Canada
- Leszek Herdegen⁠(d) — Pierre, un fermier canadian din vecinătate
- Henryk Bąk — Józef, unchiul Antoninei
- Zofia Saretok⁠(d) — Zośka, sora Antoninei
- Janusz Andrzejewski⁠(d) — Marek, fiul Antoninei
- Janusz Kłosiński⁠(d) — maistrul
- Janusz Paluszkiewicz⁠(d) — invitat la nunta Antoninei cu Pierre
- Andrzej Wasilewicz⁠(d) — invitat la nunta Antoninei cu Pierre
- Henryk Dudziński⁠(d) — vecinul Antoninei
- Stanisław Gawlik⁠(d) — invitat la nunta Antoninei cu Pierre
- Andrzej Gawroński⁠(d) — invitat la nunta Antoninei cu Pierre (menționat Aleksander Gawroński)
- Józef Kalita⁠(d) — invitat la nunta Antoninei cu Pierre
- Olga Bielska⁠(d) — invitată la nunta Antoninei cu Pierre (nemenționat)
- Elżbieta Borkowska-Szukszta⁠(d) — invitată la nunta Antoninei cu Pierre (nemenționat)
- Krystyna Ciechomska⁠(d) — invitată la nunta Antoninei cu Pierre (nemenționat)
- Teodor Gendera⁠(d) — preotul la nunta Antoninei cu Pierre (nemenționat)
- Piotr Grabowski — invitat la nunta Antoninei cu Pierre (nemenționat)
- Anna Jaraczówna⁠(d) — invitat la nunta Antoninei cu Pierre (nemenționat)
- Zbigniew Korepta⁠(d) — invitat la nunta Antoninei cu Pierre (nemenționat)
- Zbigniew Kryński⁠(d) — invitat la nunta Antoninei cu Pierre (nemenționat)
- Robert Rogalski⁠(d) — invitat la nunta Antoninei cu Pierre (nemenționat)
- Tadeusz Somogi⁠(d) — invitat la nunta Antoninei cu Pierre (nemenționat)
- Andrzej Szenajch⁠(d) — invitat la nunta Antoninei cu Pierre (nemenționat)

Sursa: Filmpolski.pl

## Producție
Scenariul filmului, scris de Jerzy Stefan Stawiński⁠(d), este inspirat din povestirea „I będzie miał dom...” („Și va avea o casă...”, 1976). Evenimentele care au stat la baza povestirii au avut loc în realitate, iar femeia care a inspirat profilul Antoninei a murit la câteva luni după întoarcerea în Polonia.
Filmările au avut loc în anul 1978 în orașul Varșovia (cladirea YMCA de pe ul. Konopnickiej nr. 6) și în Canada (în preajma orășelului Barry's Bay din provincia Ontario). Orășelul Barry's Bay a fost unul dintre centrele importante ale diasporei poloneze din Canada: aici și în orășelu vecin Wilno s-au stabilit în perioada 1858–1910 un număr mare de emigranți polonezi originari din regiunea nordică Cașubia. La sfârșitul anilor 1970 multe ferme din această zonă au fost abandonate, ca urmare a faptului că urmașii vechilor emigranți s-au mutat în orașe.

## Premii
Bilet de întoarcere a obținut premiul principal „Leul de Argint” (Srebrne Lwy Gdańskie) al Festivalului Filmului Polonez de la Gdańsk în 1978 și Premiul publicului la Forumul Internațional de Film „Człowiek-Praca-Twórczość” („Om-Muncă-Creativitate”) de la Lublin în 1979.